# Zone d'exploitation contrôlée

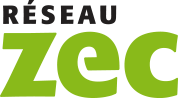
Logo du réseau des zecs du Québec

Une zone d'exploitation contrôlée, communément appelée zec, est un territoire de chasse et de pêche du Québec, au Canada, situés sur le domaine public.
Ces zones font partie d'un réseau d'infrastructures territoriales mis en place en 1978 par le gouvernement du Québec pour prendre la relève des clubs privés de pêche, de chasse et de piégeage (à la suite de l'« opération gestion faune ») dans le but de rendre le territoire accessible au grand public, pour des activités récréo-touristiques, tels la chasse et la pêche.

## Administration
Les zecs sont des organismes à but non lucratif, gérées par des administrateurs élus par les membres de chaque zec, qui voient à la gestion et à la conservation de la faune sur leurs territoires respectifs.
La gestion des zecs repose sur 4 objectifs :
1. La conservation de la faune (chasseurs et pêcheurs doivent déclarer leurs prises)
2. L'accessibilité à la ressource faunique
3. La participation des usagers
4. L'autofinancement opérationnel

Les zecs jouent un rôle économique plus large que ne le faisaient les clubs privés car en plus d'être seulement des lieux de « chasse et pêche » elles font la promotion de services récréatifs et touristiques diversifiés telles que randonnée pédestre, canot et canot-camping, vélo de montagne, escalade, villégiature et location de chalets, camping, observation de la nature et de la faune, cueillette de petits fruits, etc. Les zecs sont facilement accessibles à tous les amateurs de plein air et généralement, sans réservations.

## Organisation
Les 86 zecs (dont 63 de chasse et pêche, 22 zecs de pêche au saumon et 1 zec de chasse à la sauvagine) du Québec sont rassemblées en 11 « regroupements » régionaux dont le rôle est de faciliter les échanges entre gestionnaires de différentes zecs et de permettre la résolution des problèmes communs. Quatre ans après l'inauguration des premières zecs, le gouvernement québécois facilita la mise en place de la Fédération québécoise des gestionnaires de zecs (FQGZ) dont le rôle est de donner une voix à tous les administrateurs de zecs sur le plan provincial et de promouvoir la protection de la faune.

## Liste des zecs
- Haut – A
- B
- C
- D
- E
- F
- G
- H
- I
- J
- K
- L
- M
- N
- O
- P
- Q
- R
- S
- T
- U
- V
- W
- X
- Y
- Z

| Nom                            | Région                                             | Superficie km2 | Longueur de la rivière km | Date de création |
| ------------------------------ | -------------------------------------------------- | -------------- | ------------------------- | ---------------- |
| Anses                          | Gaspésie–Îles-de-la-Madeleine                      | 164,50         |                           | 1979             |
| Anse-Saint-Jean                | Saguenay–Lac-Saint-Jean                            | 193,50         |                           | 1978             |
| Baillargeon                    | Gaspésie–Îles-de-la-Madeleine                      | 67,90          |                           | 1981             |
| Bas-Saint-Laurent              | Bas-Saint-Laurent                                  | 1 019,00       |                           | 1978             |
| Batiscan-Neilson               | Capitale-Nationale                                 | 878,00         |                           | 1978             |
| Bessonne                       | Mauricie                                           | 524,50         |                           | 1978             |
| Borgia                         | Mauricie                                           | 556,00         |                           | 1978             |
| Boullé                         | Lanaudière                                         | 638,50         |                           | 1978             |
| Bras-Coupé–Désert              | Outaouais                                          | 1 205,00       |                           | 1978             |
| Buteux–Bas-Saguenay            | Capitale-Nationale                                 | 258,70         |                           | 1978             |
| Cap-Chat                       | Bas-Saint-Laurent                                  | 121,00         |                           | 1992             |
| Capitachouane                  | Abitibi-Témiscamingue                              | 858,00         |                           | 1978             |
| Casault                        | Bas-Saint-Laurent et Gaspésie–Îles-de-la-Madeleine | 838,00         |                           | 1978             |
| Chapais                        | Bas-Saint-Laurent                                  | 388,00         |                           | 1978             |
| Chapeau-de-Paille              | Mauricie                                           | 1 270,00       |                           | 1978             |
| Chauvin                        | Saguenay–Lac-Saint-Jean                            | 619,00         |                           | 1978             |
| Collin                         | Lanaudière                                         | 427,00         |                           | 1978             |
| Croche                         | Mauricie                                           | 351,80         |                           | 1978             |
| D'Iberville                    | Côte-Nord                                          | 438,00         |                           | 1978             |
| Dumoine                        | Abitibi-Témiscamingue                              | 1 500,00       |                           | 1978             |
| Festubert                      | Abitibi-Témiscamingue                              | 1 255,00       |                           | 1979             |
| Forestville                    | Côte-Nord                                          | 1 328,00       |                           | 1978             |
| Frémont                        | Mauricie                                           | 601,00         |                           | 1978             |
| Grande-Rivière                 | Gaspésie–Îles-de-la-Madeleine                      |                | 23                        | 1980             |
| Gros-Brochet                   | Mauricie                                           | 1 439,20       |                           | 1978             |
| Jaro                           | Chaudière-Appalaches                               | 155,00         |                           | 1978             |
| Jeannotte                      | Mauricie                                           | 324,00         |                           | 1978             |
| Kipawa                         | Abitibi-Témiscamingue                              | 2 397,00       |                           | 1989             |
| Kiskissink                     | Mauricie                                           | 829,50         |                           | 1978             |
| Labrieville                    | Côte-Nord                                          | 406,00         |                           | 1978             |
| Lac-au-Sable                   | Capitale-Nationale                                 | 370,00         |                           | 1978             |
| Lac-Brébeuf                    | Saguenay–Lac-Saint-Jean                            | 434,00         |                           | 1978             |
| Lac-de-la-Boiteuse             | Saguenay–Lac-Saint-Jean                            | 381,00         |                           | 1978             |
| Lavigne                        | Lanaudière                                         | 406,31         |                           | 1978             |
| Lesueur                        | Laurentides                                        | 776,50         |                           | 1978             |
| Lièvre                         | Saguenay–Lac-Saint-Jean                            | 964,00         |                           | 1978             |
| Louise-Gosford                 | Estrie                                             | 168,40         |                           | 1978             |
| Maganasipi                     | Abitibi-Témiscamingue                              | 1 012,00       |                           | 1978             |
| Maison-de-Pierre               | Laurentides                                        | 805,10         |                           | 1978             |
| Mars-Moulin                    | Saguenay–Lac-Saint-Jean                            | 805,10         |                           | 1979             |
| Martin-Valin                   | Saguenay–Lac-Saint-Jean                            | 1 200,00       |                           | 1978             |
| Martres                        | Capitale-Nationale                                 | 424,00         |                           | 1978             |
| Matimek                        | Côte-Nord                                          | 1 854,00       |                           | 1979             |
| Mazana                         | Côte-Nord                                          | 734,00         |                           | 1978             |
| Ménokéosawin                   | Mauricie                                           | 298,50         |                           | 1978             |
| Mitchinamecus                  | Laurentides                                        | 843,40         |                           | 1978             |
| Nordique                       | Côte-Nord                                          | 458,30         |                           | 1978             |
| Normandie                      | Laurentides                                        | 1 018,00       |                           | 1978             |
| Nymphes                        | Lanaudière                                         | 275,10         |                           | 1979             |
| Oie-Blanche-de-Montmagny       | Chaudière-Appalaches                               | 8,40           |                           | 1987             |
| Onatchiway                     | Saguenay–Lac-Saint-Jean                            | 1 462,00       |                           | 1978             |
| Owen                           | Bas-Saint-Laurent                                  | 615,00         |                           | 1978             |
| Pabok                          | Gaspésie–Îles-de-la-Madeleine                      |                | 165                       | 1997             |
| Passes                         | Saguenay–Lac-Saint-Jean                            | 1 491,00       |                           | 1978             |
| Petawaga                       | Laurentides                                        | 1 491,00       |                           | 1978             |
| Petite-Rivière-Cascapédia      | Gaspésie–Îles-de-la-Madeleine                      |                | 127,5                     | 1992             |
| Pontiac                        | Outaouais                                          | 1 205,00       |                           | 1978             |
| Rapides-des-Joachims           | Outaouais                                          | 960,10         |                           | 1979             |
| Restigo                        | Abitibi-Témiscamingue                              | 1 270,90       |                           | 1978             |
| Rivière-à-Mars                 | Saguenay–Lac-Saint-Jean                            |                | 44,5                      | 1995             |
| Rivière-aux-Rats               | Saguenay–Lac-Saint-Jean                            | 1 781,00       |                           | 1978             |
| Rivière-Blanche                | Capitale-Nationale                                 | 729,00         |                           | 1978             |
| Rivière-Bonaventure            | Gaspésie–Îles-de-la-Madeleine                      |                | 199                       | 1980             |
| Rivière-Cap-Chat               | Gaspésie–Îles-de-la-Madeleine                      |                | 56,6                      | 1992             |
| Rivière-Dartmouth              | Gaspésie–Îles-de-la-Madeleine                      |                | 63,10                     | 1983             |
| Rivière-de-la-Trinité          | Côte-Nord                                          |                | 73                        | 1986             |
| Rivière-des-Escoumins          | Côte-Nord                                          |                | 34                        | 1992             |
| Rivière-Jacques-Cartier        | Capitale-Nationale                                 |                | 42                        | 1991             |
| Rivière-Laval                  | Côte-Nord                                          |                | 45,5                      | 1980             |
| Rivière-Madeleine              | Gaspésie–Îles-de-la-Madeleine                      |                | 115,8                     | 1992             |
| Rivière-Matane                 | Bas-Saint-Laurent                                  |                | 102                       | 1992             |
| Rivière-Mitis                  | Bas-Saint-Laurent                                  |                | 43,9                      | 1993             |
| Rivière-Moisie                 | Côte-Nord                                          |                | 43,9                      | 1993             |
| Rivière-Nouvelle               | Gaspésie–Îles-de-la-Madeleine                      |                | 86,2                      | 1997             |
| Rivière-Petit-Saguenay         | Saguenay–Lac-Saint-Jean                            |                | 14                        | 1998             |
| Rivière-Rimouski               | Bas-Saint-Laurent                                  |                | 18                        | 1993             |
| Rivière-Sainte-Marguerite      | Saguenay–Lac-Saint-Jean                            |                | 184,4                     | 1980             |
| Rivière-Saint-Jean-du-Saguenay | Saguenay–Lac-Saint-Jean                            |                | 12,2                      | 1994             |
| Rivières-Godbout-et-Mistassini | Côte-Nord                                          |                | 90                        | 1980             |
| Rivière-York                   | Gaspésie–Îles-de-la-Madeleine                      |                | 94,1                      | 1980             |
| Saint-Patrice                  | Outaouais                                          | 1 348,00       |                           | 1980             |
| Saint-Romain                   | Estrie                                             | 19,70          |                           | 2002             |
| Tawachiche                     | Mauricie                                           | 318,00         |                           | 1978             |
| Trinité                        | Côte-Nord                                          | 328,20         |                           | 1986             |
| Varin                          | Côte-Nord                                          | 484,50         |                           | 1978             |
| Wessonneau                     | Mauricie                                           | 805,30         |                           | 1978             |